# هيرام بينغهام الثاني
حيرام بينغهام الثاني (بالإنجليزية: Hiram Bingham II) هو مترجم الكتاب المقدس ‏ ومترجم أمريكي، ولد في 16 أغسطس 1831 في هونولولو في الولايات المتحدة، وتوفي في 25 أكتوبر 1908 في بالتيمور في الولايات المتحدة.